# 天上の虹
『天上の虹』（てんじょうのにじ）は、里中満智子による日本の漫画。副題に「持統天皇物語」とあるように、日本の第41代天皇で女帝である持統天皇を主人公とした作品。1983年（昭和58年）に連載を開始し、その後描き下ろしへ移行して2015年（平成27年）に完結した。

## 概要
中大兄皇子（後の天智天皇）の娘として生まれた鵜野讃良皇女は、父の同母弟である大海人皇子（後の天武天皇）に嫁ぐ。夫と父の確執や、自分の持つ優れた政治的資質と一人の女性としての葛藤の間で、悩み苦しみながらも懸命に生きていく。やがて夫の即位後は皇后として夫を助け、夫の死後は自らが即位して持統天皇となり、日本の歴史にその名を残していくこととなる。
また、時代に応じて、大海人皇子 - 額田王 - 中大兄皇子、高市皇子 - 十市皇女 - 大友皇子、大津皇子 - 大名児 - 草壁皇子、穂積皇子 - 但馬皇女、弓削皇子 - 紀皇女 - 珂瑠皇子 - 藤原宮子、新田部皇子 - 氷高皇女 - 葛城王、など様々な恋愛ドラマが展開し、物語をよりドラマチックにしている。この作品より少し後の時代を描いた里中の『長屋王残照記』（長屋王）と『女帝の手記-孝謙・称徳天皇物語』（孝謙天皇）は共通する登場人物も多く、この作品の続編と見ることも出来る。
物語の中には、里中による創作も多く含まれているものの、史実で明らかな部分（登場人物の生没年、各種法令・書物の成立時期など）は改変しないというルールを貫いている。
里中満智子のライフワークとなっており、1983年に雑誌（講談社『mimi DX』12月号）に連載が始まってから2015年3月13日まで、単行本にして全23巻、全67章が発表された。なお、『mimi DX』掲載分は4巻第12章まで、掲載誌を『mimi Excellent』に移しての分が14巻第39章までであり、それ以降は最終章に至るまで描き下ろしである。

## あらすじ
皇極4年（紀元645年）の初夏。時の女帝・皇極天皇の長子・中大兄皇子には、寵愛する夫人・蘇我遠智娘との間に第2子となる女児が誕生した。彼女の名は「鵜野讃良皇女」。後の「持統天皇」である。讃良が誕生してからすぐの、6月19日。中大兄によるクーデターが発生した。大化の改新である。
かねてより蘇我氏の専横に不満を抱いていた彼は、中臣鎌足・遠智の父である蘇我倉山田石川麻呂と手を組み、蘇我氏を倒そうと計画していたのだ。中大兄に討たれた入鹿の亡骸を見た入鹿の父・蝦夷は天皇家との戦を避け、屋敷に火を放ち自害した。
血なまぐさい事件に嫌気が差した皇極天皇が退位したため、中大兄は叔父である軽皇子を即位させて孝徳天皇とした。このクーデターの成功により父が右大臣となった遠智であったが、中大兄がどんどん遠い存在になっていくことに不安を抱いていた。改革を進める一方で、政敵への粛清が始まり、正妃・倭媛の父で自身の異母兄・古人皇子が出家して籠っていた吉野山で処刑された。中大兄の次弟・大海人皇子はあまりの惨さに、次第に兄を恐ろしく思うようになる。
同じ頃、倭媛のお見舞いのため、彼女の宮を訪れていた遠智。彼女から、自身に嫉妬していたことを打ち明けられ、それと同時に「男として冷たいと思っていたわ。でも違った…! あの人は…人間として冷たい人なのよ!!」と彼の冷酷さをぶちまけられた。その上で、何があっても決して中大兄に逆らわないようにと忠告された。
月日は流れ、大化5年（649年）春。讃良は4歳になっていた。突如、祖父・倉山田石川麻呂に謀反の疑いがかけられ、兵士が彼の屋敷へ向かっていた。倉山田石川麻呂は一族を連れて飛鳥へと逃げ帰り、菩提寺・山田寺に篭った。
彼は懸命に弁解するも、中大兄は聞き入れず兵士を飛鳥へと差し向けた。懇願する遠智だが、父の悲劇を目の当たりにした倭媛から制止された。結局倉山田石川麻呂は自害に追い込まれ、夫が父を自害に追い込んだことにより、彼を恨み憎悪する遠智。さらに謝罪に訪れた中大兄に陵辱されて精神が破壊されてしまった。
翌年の冬。遠智は第3子となる男児（建皇子）を産むも、正気に戻ることなくこの世を去った。祖父を自害に追い込み、母が正気に戻ることなく亡くなったことで讃良は父への怒りと憎しみを抱き、母の亡骸にこう誓った。「あたしは…きっと…お父様より偉くなってみせる!」この時、讃良5歳。これが彼女の波乱に満ちた人生の始まりであった。

## 内容
- 第1章 大化の改新（たいかのかいしん）
- 第2章 有間皇子（ありまのみこ）
- 第3章 額田王（ぬかたのおおきみ）
- 第4章 建皇子（たけるのみこ）
- 第5章 別れの歌（わかれのうた）
- 第6章 星宿（せいしゅく）
- 第7章 船出（ふなで）
- 第8章 大田皇女（おおたのひめみこ）
- 第9章 白村江の戦い（はくすきのえのたたかい）
- 第10章 間人皇女（はしひとのひめみこ）
- 第11章 近江大津宮（おうみおおつのみや）
- 第12章 天智天皇（てんじてんのう）
- 第13章 蒲生野（がもうの）
- 第14章 漏刻（ろうこく）
- 第15章 大友皇子（おおとものみこ）
- 第16章 壬申の乱1（じんしんのらん1）
  - 壬申の乱2（じんしんのらん2）
  - 壬申の乱3（じんしんのらん3）
- 第17章 近江京炎上（おうみきょうえんじょう）
- 第18章 天武天皇（てんむてんのう）
- 第19章 飛鳥浄御原宮（あすかきよみはらのみや）
- 第20章 十市皇女（とおちのひめみこ）
- 第21章 わかれ道（わかれみち）
- 第22章 少年たち（しょうねんたち）
- 第23章 山吹の女（やまぶきのひと）
- 第24章 星祭り（ほしまつり）
- 第25章 薬師寺発願（やくしじほつがん）
- 第26章 草壁皇子（くさかべのみこ）
- 第27章 大津皇子（おおつのみこ）
- 第28章 大名児（おおなこ）
- 第29章 八色の姓（やくさのかばね）
- 第30章 彗星（すいせい）
- 第31章 朱鳥（あかみとり）
- 第32章 崩御（ほうぎょ）
- 第33章 殯（もがり）
- 第34章 二上山（ふたかみやま）
- 第35章 陵（みささぎ）
- 第36章 螢（ほたる）
- 第37章 櫻（さくら）
- 第38章 三種の神器（さんしゅのじんぎ）
- 第39章 恋人たち（こいびとたち）
- 第40章 穂積皇子（ほづみのみこ）
- 第41章 但馬皇女（たじまのひめみこ）
- 第42章 月かたぶきぬ（つきかたぶきぬ）
- 第43章 霍公鳥（ほととぎす）
- 第44章 香具山（かぐやま）
- 第45章 藤原不比等（史）（ふじわらのふひと）
- 第46章 無量大数（むりょうたいすう）
- 第47章 仙薬（せんやく）
- 第48章 朝の川（あさのかわ）
- 第49章 挽歌（ばんか）
- 第50章 皇太子（ひつぎのみこ）
- 第51章 弓削皇子（ゆげのみこ）
- 第52章 歴史書（れきししょ）
- 第53章 紀皇女（きのひめみこ）
- 第54章 開眼会（かいげんえ）
- 第55章 譲位（じょうい）
- 第56章 安麻呂（やすまろ）
- 第57章 黒髪（くろかみ）
- 第58章 朱雀（すざく）
- 第59章 月に祈りを（つきにいのりを）
- 第60章 対決のとき（たいけつのとき）
- 第61章 改元（かいげん）
- 第62章 うつそみの人々（うつそみのひとびと）
- 第63章 親と子（おやとこ）
- 第64章 遣唐船（けんとうせん）
- 第65章 日食（にっしょく）
- 第66章 大宝律令（たいほうりつりょう）
- 最終章 太白（金星）（たいはく）

## 主な登場人物
実在人物としての詳細は、各リンク先を参照されたし

### 主人公
鵜野讃良皇女（うののさららのひめみこ）
この物語の主人公。後の持統天皇。作品を通じて讃良（さらら）と呼ばれることが多い。
大化の改新が起こった年に、生まれる。母は蘇我氏の出身・遠智娘。
4歳の頃、祖父・蘇我倉山田石川麻呂が、謀反の疑いをかけられ自害。その翌年、母は弟・建皇子を生んですぐ亡くなる。祖父を亡くし、母親が正気に戻ることなく息を引き取ったことで父・中大兄皇子を恨み、いつの日か父を超える存在になると母の亡骸に誓い、波乱に満ちた人生を歩むことに。
長じて、叔父である大海人皇子の元に嫁ぐ。父と夫の対立、そして同母姉・大田皇女の他界を経て孤独に苛まれることになる。大友皇子が皇位を巡って争う「壬申の乱」で夫が勝利し、天武天皇の即位と共に皇后（おおきさき）になる。しかし、戦友として夫に頼みとされることを喜びと感じる反面、妻として女性として愛されぬ孤独に苦しみ、大田の子である大津の才覚を認めながらも実子：草壁皇子の皇位継承に傾倒する。更には、実質的な共同統治者として政事を行うようになってから、徐々に廷臣たちから冷酷な人間と思われるようになったことを知り、愕然となる。
大海人の崩御後、後継者争いの末に甥である大津皇子を死罪に処したことで、父同様に厳しく冷たい人間と思われるようになった事を自覚した。その後、草壁が精神を病んだ末に自殺、死なせて欲しいと懇願された正妃・阿閇皇女が愛するがゆえに絞殺という形の自殺幇助を実行したことで、高市皇子の薦めもあり、自身が天皇として即位。草壁の死は表向きは病死とされた。
藤原京遷都や歴史書編纂事業等に精力的に取り組むが、孫・珂瑠皇子の正妃だった紀皇女が不倫の末、無理心中を図り死亡した件がきっかけとなり病に倒れた。このことで珂瑠に対する譲位を決意したが「紀皇女の墓を立派な物にしたい」という言葉を聞き、呆然。彼の優しすぎる性格が天皇として不適格であることを悟り、父が「太政大臣」の地位を新設したのと同様に、新たに太上天皇の位に就くことを宣言。上皇になるが、遣唐使派遣や律令制度整備等を巡り次第に珂瑠と政治的に対立するようになった。
大宝2年（702年）、「壬申の乱」の際、大海人軍に組した地域（主に中部地方）を行幸することに。最初の目的地・三河国（現在の愛知県東部）に到着した夜、突如襲撃を受け、足を負傷。以後、急速に体調を悪化させ、草壁の子である珂瑠（文武天皇）、氷高皇女（後の元正天皇）との会話の中で、残りの人生で何をなすか真剣に向かい合う。憎んでいた父・中大兄の命日を国忌扱いにすることを決断。その一方で、大津には何もしてやれないと悩みつつ眠りにつこうとした次の瞬間、「寺を建てて 霊を慰める」ことを思い立ったが、大宝2年（703年）12月22日深夜、それを実行しようと寝台から降りようとして床に転落し、そのまま波乱に満ちた生涯を終えた。
享年・57歳。漢風諡号・持統天皇。生前の遺言により、皇族としては初めての火葬で葬られた。

### 主人公の家族
遠智娘（おちのいらつめ）
讃良たち姉弟の母。倉山田石川麻呂の娘。腹違いの妹・姪娘が一人いる（第3巻から登場し、中大兄の後宮に入る）。
中大兄からは深い寵愛を得ており、正妃・倭媛から嫉妬されている。
だが、倭媛の父・古人大兄皇子が謀反の罪を着せられ、吉野で処刑された時に見舞いへ行った際、「中大兄さまに逆らわないで」と忠告された。それから数年後。父・倉山田石川麻呂が謀反の罪を着せられ、自害に追い込まれた事で中大兄を恨み、力ずくで抱かれた事から精神に異常をきたしてしまう。
翌年建皇子を産むが、正気に戻ることなく亡くなった。
蘇我倉山田石川麻呂（そがのくらやまだいしかわまろ）
讃良たち姉弟の祖父。遠智の父。穏やかな性格。その性格から、人望が厚く民から人気がある。
大化の改新で、中大兄・鎌足と共に蘇我入鹿（後述）を倒し、その功労で右大臣に昇進した。
だが、讃良が4歳になった649年（大化5年）。突然、中大兄から謀反の疑いをかけられてしまい、一族の菩提寺・『山田寺』に籠り、弁解も聞き入れられず自害した。
大田皇女（おおたのひめみこ）
讃良の姉。心優しく穏やかな性格。母を亡くし、祖母・皇極天皇の庇護の下、讃良・建と成長。
第3話で、初潮を迎え讃良に乞われて見舞いに訪れた額田王に「大人になったら、「大海人のおじさまの妃になれ」って、言われてるの」と打ち明け、すでに大海人の嬪になっていた額田に謝罪。
それからしばらくして、大海人の下へ嫁ぐ。大海人の寵愛は深く、やがて第一子・大伯皇女を出産。だが、次第に大海人を取り巻く妃嬪に対する自身の嫉妬心に気付き、（誰にも嫉妬なんかしたくなかったのに…!）と、悩み苦しむようになる。
戦況が進んでいた頃、胸の病を患い、喀血。その後第二子・大津皇子を産むが、大伯・大津を遺して逝去。その死は大海人、そして讃良に強い影響を与えることとなる。
建皇子（たけるのみこ）
讃良たちの弟。蘇我氏出身である、亡き母・遠智娘が産んだことから「跡取り」と目されているが、生まれつき口が利けない。
幼いながらも、讃良の事を案じていて、有間皇子との恋に悩む姿に胸を痛め、有間と遠駆けに行った日。「いつか讃良を取り戻す」と有間が誓ってくれたことに安堵した。だが、しばらくして病に倒れ、讃良と有間に看取られながら短い生涯を終えた。
中大兄皇子（てんじてんのう|なかのおおえのみこ）
讃良たちの父。物語冒頭で蘇我入鹿を倒し、皇太子として政治家への道を歩むことに。
だが冷酷な性格で、重臣はもちろん自身の妃嬪たちの親族であっても邪魔になれば、粛清するなど容赦しない。そのため、正妃・倭媛からは恨み恐れられ、最愛の夫人・遠智娘からは憎悪され狂死に至らしめた。また、同母妹の間人皇女を愛し肉体関係にもあったが、政治のために切り捨てた。
同母弟・大海人皇子の嬪であった額田を望み、強引に自身の後宮へ入れた。だが長らく心が通わず、大友皇子と十市皇女の縁談がきっかけで、ようやく身も心も結ばれた。
近江大津京遷都の直後、即位。だが次第に皇太弟の大海人と政治的に対立するようになり、新たに太政大臣の地位を新設して、大友を就任させることで事実上の後継者に指名した後、崩御。
讃良には彼女の政治家としての素質を見抜いていて「お前の中身は 俺にそっくりだ」と告げた。崩御してからも彼女の人生の節目ごとに枕元に立ち、厳しくも冷静に讃良を見守っている。
大海人皇子（てんむてんのう|おおあまのみこ）
讃良・大田たちの夫。中大兄の同母弟。冷酷な兄・中大兄とは違って大らかな性格。
讃良が嫁いできた際、自身の宮を大きく改築（姉・大田と弟・建も同居するため）。この時代には珍しく、妻子同居という生活スタイルだったため、「皇族らしくない育て方」と世間から言われ、甥で娘婿の大友からは「大海人様は 変わり者なんだ」と非難されていた。
母の采女だった頃の額田に励まされ、それがきっかけで結ばれた。中大兄から額田を望まれ、その事を額田本人に打ち明けた際、「女を政治の道具にするのね!」と責められ、「ゆるしてくれ…!」と涙ながらに謝罪。断腸の想いで、額田を譲った。
大田が自身の下に嫁いでからしばらくして、讃良を娶った。当初有間皇子を慕うのを認めたが、処刑されショックで病に倒れた讃良を看病し、ついに讃良と結ばれた。第6話で、讃良から「大海人さまを天皇にする手伝いが出来る、そんな妻になりたいわ」と打ち明けられ、彼女が他の妃嬪とは違い、僅か15歳ながら「太陽のように勇気を与えてくれる」存在であることに気づく。
讃良に「お前は、妻というより戦友だ」と告げ、以後讃良と共に様々な困難に立ち向かっていく。しかし、次第に男と女としての愛情は薄れてゆき、自身で妻ではなく戦友と思っていることを告げたことを忘れ去り、讃良が自分自身で言ったと思い込んでしまう。
壬申の乱で大友を破り、大津から飛鳥に遷都。即位した。それから数年後。草壁皇子が皇太子となり、後継者問題に一応の決着が付いたかと思われたが、病に倒れ、讃良が高市皇子と出張に出かけている間、密かに大津を病床に呼び、「私はお前に、皇位を譲りたい」と打ち明けた。しかし、このことを周知する前に崩御したため、後継者問題に解決がなされないばかりか大津と秘密を持ったことで混乱の種を遺した。
間人皇女（はしひとのひめみこ）
中大兄の同母妹（大海人の同母姉）。実は大化の改新以前から、密かに中大兄と不倫している。クーデターを成功させ、母・皇極天皇が退位する事になったため、母の弟（叔父）・軽皇子が即位する事になり、兄から「孝徳天皇の皇后になってくれ」と請われ、「あの人は、私のおじにあたるのよ」と拒否するが、兄から「俺はいずれ、天皇になりたい!」と宣言された。
飾り物の天皇である夫とは心が通い合う事がなく、寂しい生活を送る。だがある日。中大兄が訪ねて来て、夫婦仲を聞かれるが涙ながらに拒絶。だが、ついに中大兄と抱擁してしまい、その現場を継子である有間皇子に目撃されてしまう。兄が帰った後、有馬から「あなたは皇后なのですよ。もっと自覚と誇りを持ってください。」と諭された。その後、遷都をめぐって孝徳と中大兄が対立。閣僚たちも中大兄につき、兄から「おれと一緒に、飛鳥へ帰ろう」と言われ、皇后であるにもかかわらず、夫を捨てて飛鳥へ。難波宮には、飾り物の天皇が残された。
その後、孝徳が病に倒れ、慌てて難波宮へ。見舞いに訪れ、これまでの不義理を謝罪し、また有間の事を頼まれた。孝徳天皇が崩御すると、母が再即位した。ここで中大兄からよりを戻そうと迫られるが、「普通の兄妹に、戻りたいの。わかって、お兄様。」と拒否。
唐との戦の最中、母が崩御。天皇不在という異常事態が発生し、兄から「形式だけでいいから」と天皇位に就くよう請われ、承諾した。敗戦を経て平穏な日々が戻って来るが、病に倒れた。見舞いに訪れた讃良が、天皇としての素質を持つことを見抜き「貴方なら、本当の女帝になれるわ」と言い残して崩御。その死は、中大兄に激しい慟哭と後悔を与えた。
皇極天皇（さいめいてんのう|こうぎょくてんのう）
讃良たち姉弟の祖母。幼くして母・遠智を亡くした彼女達を温かく見守っている。自分の息子ながら、冷酷な性格の中大兄に心を痛めている。血なまぐさいことや悲しみから逃避しがちで、入鹿が殺された時も救いを求める彼を見殺しにしてしまった。
弟・孝徳の没後、再び天皇位に就く。その直後、健が幼くして亡くなり、ついに中大兄への怒りが爆発。「その子（健）がなぜ一生 口がきけないように生まれついたのか…なぜなのか おまえはまだわからないのね」と訴えた。
唐との戦が始まり本営を転々とさせる中、宮へ落雷があり、直後に胸を患い倒れた。
見舞いへ来た讃良に「どうか…いつか私の代わりに 寺を」と頼んだ。讃良の懐妊直後に危篤状態となり、中大兄に「あの世へいったら みんなに お前のことを謝っておくから…」と最期まで彼の事を案じ、崩御した。
草壁皇子（くさかべのみこ）
讃良が大海人との間に儲けた、一人息子。唐との戦の最中、誕生した。大海人にとっては、皇族の妻との間に初めて生まれた男子であったことから、「跡継ぎ」と目されたものの、直後に正妃の大田皇女に大津皇子が生まれ、さらに大田が逝去して讃良が正妃となり、生い立ち自体も草壁と大津の間に確執を作る遠因となる。性格は両親のように強くなく、ひ弱だが心優しい。視野が狭い。
異母弟の大津、そして忍壁皇子とは特に親しく成長する。
長じて阿閉皇女に恋し、アプローチするが、一時はフラれた。
異母姉・十市の自害がきっかけで、次第に周囲の言葉を鵜呑みにするようになって母を冷酷だと思い込むようになり「もしかしたら川島のいうように…母上はすべて計画的にぼくの人生を動かそうとしているのではないか…」と讃良に対して疑いを抱くようになる。阿閉皇女と結婚し、新居に引っ越して、すぐに阿閉が懐妊。讃良が病に倒れて闘病生活を送っている頃、長女・氷高皇女（のちの元正天皇）が誕生。初めての子の誕生に感激し、阿閉に駆け寄るが「部下の前では、威厳を持って接して欲しい」と注意され戸惑う。
氷高の誕生からしばらく後、皇太子となる。立太子の直前、阿閉と招かれた内々の酒の席で給仕をしていた、讃良の采女・大名児を見初めた。だがその後すぐ、異母弟（従弟）・大津も大名児に一目惚れしてしまい、三角関係に。讃良が甥でもある大津を草壁のライバルとして意識していることを悟った大名児は、やむなく草壁の下へ。
それがきっかけで、大津との間に亀裂が入る。大海人が崩御し、葬儀の席で弔辞を述べていた大津が、生前に大海人から後継者として指名された事を発表。一同騒然となるが、讃良が一喝。その後、大津は謹慎処分を受け、大名児の本心を知った事から讃良に大津の助命を嘆願。だが、聞き入れられず、その後大津は死罪となった。
大津の死で、罪悪感を深めて大津に謝罪したいと思うようになり、阿閉も遠ざけて自室に籠もって大津の霊を呼ぶまじないを行ったが、大津が出てきてくれないことにショックを受け、髪が白髪になってしまう。その後、精神を病み引きこもるようになり、即位は見送られた。最期は毒を飲んで自殺を図るが、死に切れず阿閉に自殺幇助を懇願し、安心した表情で死を遂げた。
大津皇子（おおつのみこ）
大海人と大田の間に生まれた、三男。草壁の従弟でもある。
性格は大海人のように、大らかで男らしい。幼い頃、母・大田を亡くし、姉・大伯と共に祖父・中大兄に引き取られて育つ。優秀だが、自分自身に対する自信ゆえに慎重さに欠ける。
大海人即位後すぐ、大伯が伊勢神宮の斎王にト定され、「たった2人の姉弟なのに」と泣きながら大伯に懇願するが、諭された。大伯が出立前に潔斎している宮を密かに訪ね、狩りでしとめた獲物を贈った。
成長後、草壁たちと弓道の練習をしている時、常陸娘（大蕤の姉妹）が中大兄との間に儲けた山辺皇女に誤って射掛けたことがきっかけで知り合い、一目惚れ。積極的にアタックし、叔母・讃良に「山辺皇女との婚儀を、認めていただきたく…」と報告するが、山辺が仇敵・赤兄の孫娘であることから反対されてしまい、事情を知らない大津は讃良に不信感を抱く。その後、大海人に認められ、山辺と結婚。しかし、その後に山辺だけという誓いを忘れ、大名児や山の民の娘・アマメと愛し合い、アマメとの間に嫡男・多安麻呂（カムイ）を設ける。
それから数年後、大名児に一目惚れするが、彼女は草壁の嬪に。彼女の気持ちを確かめるべく、草壁が帰ってすぐに大名児の下へ押しかけ、ついに結ばれた。彼女から「皇后様（讃良）に知られるのが怖かった」と打ち明けられた。
その後、倒れた大海人の病床に呼ばれた際、皇位をゆずりたいと告げられた。帰りに大名児の屋敷を訪れて報告した。
それから暫らくして、大海人が崩御。葬儀の席で、「後継者として指名された」ことを発表。讃良と言い争いになり、謹慎処分を受けた後、従兄弟・川島皇子の密告で捕縛され、処分が決まるまで拘禁されることに。死罪を言い渡され、辞世の歌を詠んだ後、死を遂げた。
大伯皇女（おおくのひめみこ）
大海人と大田の間に生まれた次女。大津の同母姉。
容姿・性格は母・大田と瓜二つで、穏やかで心優しい。幼い頃、母・大田を亡くし、弟・大津と共に祖父・中大兄に引き取られて育つ。こうした経緯もあり、大津を弟として以上に深く愛するようになる。
壬申の乱終了後に、父が即位。父から伊勢神宮の斎王に卜定された。そのための荷作りをしている最中、大津が飛び込んできて、「たった2人の姉弟なのに」と泣きながら反対された。別れを惜しむ弟の姿に「いつか男として 貴方を見てしまいそうだ」と胸を痛める。
出立直前。大津から、狩りでしとめた獲物を贈られた。父の使いで伊勢を訪れた十市から、阿閉共々「人を愛することをおそれないで」と励まされた。それから数年後。密かに伊勢を訪れた大津が同じ布団で眠っているところ、思わず口づけしてしまい、禁忌を犯したことに涙する。
父が亡くなる直前、大津が訪ねて来る。その直後、大津が謀反で捕らえられ、死罪となる。大津の死で斎王の任を解かれ、帰京する事になり、旅の途中に泊まった村で、大津の恋人・アマメから妊娠を打ち明けられた（その際、「男でも女でも カムイと名付けます」と告げられた）。帰京してすぐ、大津の墓が二上山へ移転されることを知り、ショックを受け、若くして亡くなった大津を悼む歌を詠んだ。
その後は静かに暮らしていたが、忍壁が責任者となった歴史書編纂事業で協力を要請され、忍壁の下で働く多安麻呂を紹介された。だが、あまりにも故・大津に瓜二つだったことから、「もう来なくていい」と告げた。このことで安麻呂から自分の甥である事を名乗り出られ、感涙した。それからしばらくの後。安麻呂に看取られ、亡くなった。
阿閉皇女（げんめいてんのう|あへのひめみこ）
中大兄が遠智の異母妹・姪娘との間に儲けた次女。
明るくしっかり者。成人後、従弟でもある草壁から想いを寄せられるが、彼の意気地なさに苛立ち、一時は断る。
だが、讃良のとりなしもあって、その後は進展し結婚。草壁の正妃に。しばらくの後、第一子を懐妊。その後、草壁が皇太子となったことで、皇太妃に。だが草壁が他の妻に心を寄せるようになり、悲しむ。
その後、跡取りとなる長男・珂瑠皇子を産む。しばらくしてから、草壁が他の妻（産褥で死去）との間に儲けた吉備皇女を引き取り、育てることに。
大津の死後、精神を病んだ草壁を看護する日々を送るが、最後は草壁から「愛しているなら、死なせてくれ」と懇願され、自殺を幇助。あとから駆けつけた讃良にそのことを打ち明けるが制止され、2人だけの秘密にすることを誓った。後に、讃良同様女帝としての後半生を送ることに。
氷高皇女（げんしょうてんのう|ひだかのひめみこ）
草壁と阿閉の第一子。長女。幼い頃から、人々の口に上るほどの美貌の持ち主で、「国一番の美女」（弓削皇子）「この世を超越したような美貌」（長屋王※『長屋王残照記』）と言われるが、現実主義者でしっかり者であり、讃良は珂瑠よりも氷高の資質を評価し、公にも同伴するようになっていく。
幼くして父・草壁が精神を病み、母・阿閉が看護する日々を見て育ったことから、かつての讃良同様、父親に不信感を抱き子供心に「男が女より強いなんて、嘘だわ」と思うようになる。そのため、「自分がその分強くなって、弟と妹を支えて生きていけばいい」と決意。ある雪の日。宮に雪が積もる中、雪の中で座り込む父に寄り添う母の姿を目の当たりにしたことで、ついに草壁への怒りを爆発。「父上がちゃんとしてくだされば、母上だってこんな事しません!」と思いのたけをぶつけた。その後、父が亡くなり葬儀の場でこれまでのことを振り返り、謝ることも出来ないと後悔した。
讃良が即位してしばらくしてから、新羅の王子が謁見のため来日。仄かな想いを寄せるが、国許に妃がいると知り失恋。それから数年後、弓削皇子との縁談が持ち上がるが、弓削と紀の不倫騒動で破談。さらに珂瑠の乳母・三千代の紹介で、新田部皇子を薦められた。
だが、この縁談は三千代の恋人・藤原史が自身の野望のために進めたもので、史の本心を悟った新田部から別れを告げられ、国のために生きることを決意。
中部地方行幸での一件から、新田部の本心を知るが、二人は別々の道を歩む。
後年、祖母・母同様、女帝として生きることになり、その苦悩は『長屋王残照記』『女帝の手記』でも描かれる。
珂瑠皇子（もんむてんのう|かるのみこ）
草壁と阿閉の第二子。長男。父・草壁同様ひ弱だが、一途な性格。
父を亡くし、母・祖母の庇護の元「跡取り」として育てられる。9歳の頃。10歳年上の叔母・紀皇女との縁談が決まり婚約。紀が宮殿に通ってくる、「通い婚」となるが中々進展せず、乳母・三千代に「紀ィ（彼女の愛称）に嫌われたら、どうしよう」と不安を打ち明ける。その後、三千代の紹介で采女として上がった、史の長女・宮子（後述）を側女にした事で自信をつけ、ついに紀と結ばれる。
やがて、皇太子となるが、紀が弓削と不倫したことで紀と別れることになり、ショックを受ける。
そのため、自身の後宮には皇族の妻（妃）がいなくなり、夫人となった宮子と地方豪族出身の嬪が2人（石川氏・紀氏）だけとなる。彼女と別れてからも忘れることができず、紀が無理心中を図って壮絶な死を遂げた時には、現場に向かおうとした上（三千代たち従者に止められた）、「僕の一番、大切な妻だ!」と叫び、号泣。
即位後、宮子が懐妊するが、あまり喜ばなかったことから、宮子を嘆かせた。さらに追い討ちをかけるように「紀ィにそっくりな、女の子を産んでくれ」と告げ、宮子の心を深く傷つけた。その後、宮子が産気付いた日に見舞いに行かず、紀の墓が完成した際には臣下の制止を振り切り、自ら骨洗いを行う。宮子が出産した、男児・首皇子（のちの聖武天皇）を見てもあまり喜ばず、このことがきっかけで宮子は首の育児を放棄し、以後引きこもりとなる。
その後、祖母・讃良とは政治的に対立するようになり、遣唐使派遣も最後まで反対した。
中部地方行幸の一件で、ついに讃良への不満を爆発。氷高と言い争いになるが、阿閉に窘められる。謝る氷高に対し、「いいえ どうせ私は （祖母と違って）器が小さいんです」と告げた。
吉備皇女（きびのひめみこ）
草壁が嬪（石川氏）との間に儲けた、第三子。次女。産褥で母を亡くし、阿閉に育てられる。
現実的な氷高とは違って、明るく素直。成長後、母方の従兄弟・長屋王（後述）に恋し、兄の即位後。母・阿閉に「縁談がまだ決まっていないなら、私、長屋がいい。」と告白。それからしばらくして、長屋と結婚。当初は通い婚だったが、長屋の宮へ引っ越した。
『長屋王残照記』にも登場し、賢夫人であり、朗らかで可愛らしい女性として描かれる。

### 妃嬪・皇族・臣下
額田王（ぬかたのおおきみ）
大海人の最初の妻（嬪）。讃良が幼い頃からの理解者。讃良の生涯を通じて相談相手となり、彼女を励まし続けた。
歌人としても有名。姉に鏡女王がいる。若い頃から少しも変わらぬ美貌で、物語を通じて謎めいた存在。讃良の治世では、讃良の重臣・藤原大嶋（史の遠縁）から淡い想いを寄せられていた。当初は、皇極（斉明）天皇に仕える采女だった。その後、大海人と結ばれた。
大海人の第一子・十市皇女を産む。だが、中大兄から望まれ、心ならずも彼の後宮へ。中大兄から深い寵愛を受けるが、しばらくは心通わぬ間柄だった。その後、十市の縁談がきっかけで心から結ばれた。
実は霊力の持ち主でもあり、間人皇女（中天皇）の逝去直後、中大兄から「間人の魂を呼び戻してくれ！」と懇願され、召喚の儀式を行うが、間人の遺体は腐敗していった。
大友の死後は、罪悪感に苦しむ娘を励ます。だが、十市は大海人により高市との仲を裂かれて自害。その葬礼で大海人を責めた。
その後は、大海人や中大兄との情熱的な恋愛人生を送ったことから「伝説の女性」と呼ばれる。恋に悩む、弓削と文をやりとりするようになる。
倭媛（やまとひめ）
中大兄の正妃→皇后。第1話で、遠智の元へ通う中大兄を詰るなどして、嫉妬しているが「子供が出来ない」と正面切って嫌味を言われる等、中大兄との仲は冷え切っている。
だが、数年後。隠棲していた父・古人皇子を処刑された事で、中大兄の冷酷さに気付き、見舞いに来た遠智に「あの人は…人間として冷たい人なのよ」と遠智に訴え、「ひっそりと耐えて生きる」と告げ、「何があっても中大兄さまに 逆らわないで」と忠告した。
中大兄の崩御後。彼を悼む挽歌を詠み、額田に「今となってみては…もう一度会いたい…」と、複雑な心境を打ち明けた。
鏡女王（かがみのおおきみ）
額田の姉。亡き遠智に、面差し・髪型が似ている。彼女を亡くし、悪夢にうなされていた中大兄の様子を見に来た事がきっかけで、彼の手が付き嬪となる。
だが、数年後。中臣鎌足に下げ渡される事になり、不満をあらわにしそれぞれに文を贈るが、鎌足の返歌があまりにも直情的だった事で、好感を抱き嫁ぐことを決めた。
中大兄・鎌足との間にも子供はできなかったが、鎌足との夫婦仲は円満。夫を看取った後、正妻として他の妻が産んだ三女・五百重を大海人へ、次女・耳面刀自を大友へ嫁がせた。
大海人が即位してから数年後、十市の忘れ形見・葛野王（後述）の今後を大海人に頼み、亡くなった。
氷上娘（ひのかみのおとめ）
鎌足の長女で史・五百重・耳面刀自の長姉。
有馬（後述）が処刑され、皇極一行が温泉旅行から帰ってすぐの頃に大海人との縁談がまとまり、嫁ぐ。
大海人が讃良と吉野へ隠棲する直前に、一人娘・但馬（後述）を出産。彼の宮へ娘の顔を見せに来るが、大海人が「疲れた」とすぐに寝てしまい讃良に今後の事をこぼしていた。
大海人の即位後は穏やかに暮らしていたが病を患い、682年1月。11歳だった但馬を遺し亡くなった。
五百重娘（いおえのいらつめ）
氷上の末妹。父・鎌足（後述）の没後、大海人の下へ嫁ぎ新田部を産む。
大海人崩御後異母兄・史（後述）と結ばれ、麻呂を出産。だが次第に史の愛が薄れ、三千代（後述）に史の寵愛を奪われた事などから、性格が卑屈に。
新田部から「氷高にふられた」事を打ち明けられた上、「堂々と 自分の人生を歩いて下さい」と諭されたことから、逆上。その後、史から「正式に 三千代と結婚します」と告げられたことから、恨みを捨てて生きることを決意。
耳面刀自娘（みももとじのいらつめ）
氷上の次妹。父・鎌足（後述）の没後、大友の下へ嫁ぐ。心から彼を愛し、大友曰く「おれが行くと いつも喜んで飛びついてくる」とのこと。
壬申の乱後は、遠縁の家に身を寄せている。ある日、十市から招かれたが彼女から「幸せだったかしら?」と問われた事で、彼女への嫉妬が爆発し 「大友様が苦しんだのは貴方の所為だった」と十市を罵倒。「大友様を死に追いやったのは…貴方よ!」と言い捨て、涙を浮かべて部屋を出た。帰りの輿の中で、現天皇・大海人の夫人となった、長姉・氷上と末妹・五百重が栄華を手にしている姿と、現在の自分の境遇を比べ、短い間だったけど幸せだった…と当時を振り返っていた。
石川刀子娘
石川氏出身。宮子（後述）が夫人となった頃に、嬪として珂瑠の後宮へ入った。宮子とは違って、大らかな性格。
珂瑠の即位後、第一子（次男）となる広成を出産。両親が大層喜び、「もっともっと 御子を身ごもる!」と、目標を立てた。だが、数年後。作者の別作品・『長屋王残照記』で、不義の冤罪を着せられ嬪の位を剥奪されてしまい、母子共々退けられた。
紀竃娘
紀氏出身。珂瑠（前述）の項にあるように、宮子が夫人となった頃。刀子と同時に嬪として珂瑠の後宮へ入った。
宮子・刀子が立て続けに皇子を出産したが、自身には懐妊の兆しがないため、父・紀氏から「なぜお前には 兆しがないのだ」と責められる。
居間を出た後。涙を浮かべながら「父上の期待に応えられないと 娘として失格なの?」と思い悩む。
宗像君尼子娘
大海人が九州へ3か月の出張に行った際知り合い、嬪となる。高市の母。穏やかで優しい性格。
のちに額田が中大兄の後宮へ入ったため、大海人の妃嬪達の中では最古参の妻。
第3巻で大田に第2子（大津）が誕生した際、高市が「弟が増えた」と喜んでいたが、自身が低い身分である事から、「大田さまや讃良さまたちとは 身分が違うのよ」と暗に立場の違いを打ち明けた。
大江皇女（おおえのひめみこ）
中大兄が色夫古娘（しきぶこのおとめ）との間に儲けた娘。弟（川島皇子（後述））が一人いる。
白村江の戦いからしばらくして、大海人の下へ嫁ぐ。長皇子・弓削皇子（後述）を儲けるが、弟が大津を密告した事で周囲から白眼視されるようになり、息子達に肩身の狭い思いをさせる事になったことで心を痛める。
川島が心労の末、病に倒れ亡くなった事から世間付き合いを避けてひっそりと暮らすようになり、その後。病に倒れた。
弓削が出世を目指すようになった挙句、紀との不倫で失脚し、長がひたすら控えめに生きるようになったことから「自身に力がないせいで…」と思いつめ、長に看取られ亡くなった。
大韮娘（おおぬのおとめ）
蘇我赤兄（後述）の娘。姉妹（常陸娘）が一人いる。
大江（前述）同様、白村江の戦いからしばらくして大海人の下へ嫁いできた。性格は甘ったれで気分屋（讃良・大海人談）。大海人との間には、穂積・紀・田形と3人の子供に恵まれた。
だが、前半生は父が戦（壬申の乱）に敗れて流罪となり、大海人の妃嬪であることから周囲に「優遇されている」と陰口を言われて肩身の狭い思いをし、晩年は上の息子と娘が立て続けに不倫騒動を起こしたことから、頭を痛めているなど家族のせいで苦労が絶えない日々。
そのせいか、讃良よりも若いのに白髪である。
十市皇女（とおちのひめみこ）
額田が大海人との間に儲けた娘で、大海人にとっては第1子。
高市皇子とは、幼少の頃から相思相愛。だが、彼女に横恋慕する大友皇子（後述）から求婚され、夜遅くに大友の宮へ断りに行くと、彼から「どうしても駄目だって言うなら…お父様（中大兄）にいいつけて…高市も額田も、どうなるかわからないよ」と恫喝され、やむなく大友の元へ嫁ぐ。
蒲生野での薬草狩りで、高市と再会。互いの想いを確かめ合うが、狩りが終わった後の宴で妊娠が公表される。男児（のちの葛野王）を出産。その後、耳面刀自が嫁いできたことがきっかけで、大友から愛を告白され、高市への想いを閉ざして大友を支える事を誓った。しばらくの後、父・大海人が吉野隠棲から挙兵し、父と夫が皇位を巡って争う壬申の乱が始まる。
戦の終盤、十市への愛情を隠した大友から一方的に別れを告げられ、葛野が住む山背へ送られた。 父の即位ののち、大友を愛せなかったことに対する罪悪感に苦しみつつも、ついに高市と結ばれた。天武天皇が大友の天皇即位を認めない立場から一時は再婚も容易だと考えられるも、結局は現政権維持のため、2人の仲は裂かれる。その後。大海人から「高市の頭を冷やすため、しばらく離れさせる」と告げられ、新たに泊瀬の斎王に任命された。「大伯と違って、わたしは（処女ではない）…」と言うが、自身の宮に臨時の潔斎のための宮を設けた事を告げられ、「今夜から入るように」と命じられ、息子・葛野とも離れ離れになる。
出立当日の朝。かつて高市から贈られた、髪飾りと首飾りを身につけ、高市と葛野を自分とのしがらみから解放させたいという思いで、自害した。
高市皇子（たけちのみこ）
大海人が3か月の出張の際、知り合った豪族の娘・宗像君尼子娘との間に儲けた長男。十市とは幼い頃から、相思相愛。母の身分が低いことから、後継者からは外されている。
十市が大友の元へ嫁ぐ事が決まった日、悔し涙を流していたところ、讃良に慰められる。さらに十市が嫁いだ日の夜。讃良が訪ねてきて、彼女がかつて使っていた教材を贈られ、「貴方と大友は対等の身分です。より強い男となって、大友を見返してやりなさい。」と叱咤激励された。その上で、「いずれ…その時がきたら、金糸入りの衣をあなたに贈りましょう。」と告げられ、その夜。彼は金糸入りの衣を身につけて、閣議に加わった時に父でも中大兄でもなく、讃良が玉座に座って悠然と微笑む姿の夢を見た。
蒲生野での薬草狩りの際、十市と再会。想いを確かめ合うが、その夜の宴で十市の懐妊が発覚。自暴自棄になり、ヤケ酒をあおった挙句、野原でバッタリ会った柿本人麻呂（後述）と一夜を共にした。壬申の乱で父が挙兵すると、18歳であった高市も将軍として前線に立ち、乱終結後は、取り調べ長官として刑罰の執行に当たった。即位後は、大海人・讃良と共に政治の中枢に。紆余曲折の末、長年の思いを遂げ、我を忘れて十市を愛するが、やがてその姿が人目につくようになる。
だが、現政権維持のため、2人の仲は裂かれ十市が斎王として卜定された事を知ると、行かせまいと彼女が潔斎する宮へ乗り込むが、八重山吹の花を贈られた。十市の死後、彼女を悼む挽歌を3首詠む。
十市の死後、虚脱状態に陥っていたが、讃良に窘められた。星祭（七夕）の宴席で讃良の従姉妹（=異母妹）御名部皇女と結婚させられる。十市への愛情から御名部に心を開くことはなかったが、御名部が高市のためを思い但馬皇女を側室（第二妃）に迎えることを進めていると知ったことをきっかけに、御名部を妻として愛するようになり2児を儲ける。その後但馬皇女（異母妹）を娶るが、但馬は幼なじみで異母兄弟の穂積皇子と不倫。讃良の治世では、太政大臣となった。能力も人望も高いが、母の身分が低いことを惜しまれていた。
それから数年後。但馬が酒に入れた薬が原因で、急死した。死の際に思い浮かべたのは十市皇女の姿であった。
大友皇子（こうぶんてんのう|おおとものみこ）
中大兄が采女・伊賀宅子娘との間に設けた次男。母の身分が低いため、朝臣からは「跡取りとしては不適格」と見なされている。幼い頃から、十市に恋慕していて、彼女を恫喝し半ば無理矢理妃にした。十市を愛しながらも、彼女の心を得ることはできず苦しみ、心ならずも傷つけるような言動を繰り返す。
学問に励み高い教養を見せるものの、高市と比べて武術（狩猟）の腕は劣る。薬草狩りからしばらくして、太政大臣に就任。
やがて、叔父（舅）でもある大海人との間に、後継者争いが表面化。大海人隠棲後、父：天智天皇が亡くなり天皇として即位する。皇后となった十市皇女は複雑な立場から、フナ料理を用いて密通しているとの疑惑をかけられるが、大友は彼女が裏切っていないことを知ると心から安堵する。だが同時に、妻としての誠実さだけで、自分が愛されていないことに苦悩する。壬申の乱が勃発するや、大海人軍が都へ押し寄せる。最終決戦を控える頃、十市が額田の迎えを断り、宮にとどまっていることを知ると心ならずも十市を離縁し疎開させる。
都が炎上しているところを見届け、偉大な父上の業績を台無しにするために生まれてきたみたいだと、自身の不甲斐なさを振り返っていた。
舎人の長・石上麻呂に後を託し、首をつり自害した。
中臣鎌足（ふじわら|なかとみのかまたり）
中大兄の重臣。第1巻で、中大兄・倉山田石川麻呂と共に蘇我入鹿を倒した。藤原氏繁栄の祖。第1巻後半。中大兄の嬪だった鏡女王を娶る（下げ渡された）。
近江大津京遷都後も引き続き、中大兄と共に政治を執り行っていたが、大海人の隠棲直前。志半ばで病に倒れ、病床に次男・史を呼び、「お前の頂上は、讃良様だ。讃良様には、中大兄様や大海人様にはない政治力がある。」と遺言（倒れる直前、讃良に会った際に彼女の政治家としての素質を見抜く発言をしていた）。その直後。中大兄の名代でお見舞いに来た、大海人から位を賜り「藤原」姓を授けられる。
中大兄がお見舞いに来るその日、この世を去った。
但馬皇女（たじまのひめみこ）
大海人と氷上娘の娘。幼くして母を亡くした。
長じて高市との縁談が持ち上がり、父が亡くなってからしばらくして、第二妃となる。だが、高市が自分の元に通ってこない事から不安を抱き、自ら高市の宮へ訪れたりするなど積極的にアタックするが、子ども扱いされてしまい次第に不満を募らせ、泣き暮らすように。ある日、幼なじみで異母兄弟の穂積皇子と再会。彼女を心配して宮を訪れた際告白され、不倫関係になる。
関係は続いていたもののすれ違いなどが続き、ある晩ついに正妃・御名部皇女に見つかり叱責を受けるが、バレないようにうまくやれということだと解釈。一方の穂積は逆の解釈をした。
それから暫くして、遂に高市に不倫が発覚。これまで高市から省みられず淋しい日々を過ごしていた事、そして穂積から愛を告白されて愛するとはどういう事かを教わった事を高市に正直に打ち明けた。だが、穂積が保身のため不倫を否定したことから高市は「この男には覚悟が足りない」と穂積への心証を悪くし、穂積は左遷される。何も知らない彼女は「彼の事は忘れるように」と告げられ、高市を恨んだ。
それから数年が経ち、高市の元から逃げ出して穂積に会いに行こうとするが、彼女を案じた叔父・不比等からある薬を贈られた。だがその薬には強い副作用があり、酒に混ぜて高市に飲ませたところ高市が死んでしまう。その事で罪悪感から何もせず暮らしていたが、御名部の薬草作りに協力するようになり、人間として成長しつつ穏やかな生活を送る。
穂積皇子（ほづみのみこ）
大海人と大韮娘（蘇我赤兄の娘）の息子。妹が2人いる（紀皇女と田形皇女）。但馬とは幼なじみで、氷上の葬儀にも出席していて気丈にも涙を見せず喪主を務めた但馬の姿を見て「本当にえらいね」ともらい泣きする。成人後高市と結婚したものの不幸な生活を送る但馬を訪ね、愛を告白して不倫関係となる。数年後、ついに高市に不倫が発覚。だが、潔い但馬とは正反対に保身のために関係を否定し、高市から左遷を言い渡された。
紀が不倫の末無理心中を図って亡くなった時には、納棺の際死に顔が血で染まっていたため、采女に代わって清拭していた。妹の無残な結末を目の当たりにした事で、「おれは 弓削（と同じよう）にはなりたくない！」と思った。
その後公の場で但馬に会ってもそしらぬ顔をし、彼女とは疎遠に。そのまま二度と関係が再燃することはなかった。後年、母・大韮から「どうしてうちの子は不倫騒ぎばかり、起こすのか…」と嘆かれた。
紀皇女（きのひめみこ）
大海人と大韮娘の長女。穂積の妹。珂瑠皇子や弓削皇子からは「紀ィ」と呼ばれる。この時代には珍しく、クールな性格でなおかつ、言いたい事をはっきりと言う女性。
そのため、異母兄妹でもある弓削皇子（後述）からは「生意気なやつ」と思われている。ある日、讃良から孫・珂瑠皇子の妃にと望まれ、（断れるわけがないわ）と思いつつも、承諾。
縁談が公になり、道で会った弓削から「年下のかわいい子を育てるのがご趣味とは、おみそれしました」と揶揄され、「…一生の問題です。からかわないで!」と涙を浮かべて言い返した。
その後。謝りに来た弓削と話し合う内、「女だって、自由に男を選びたいわ」と告げ、そのまま関係を持ってしまう。この一夜を「遊び」で済ませようと弓削に言い、その上で「抱かれたからって、男の所有物になるわけじゃないわ」と言い放つ。
弓削とは、珂瑠が皇太子として立太子してからも関係が続くが、ある日。弓削のお手つきだった采女の密告により、不倫が発覚。讃良から尋問を受けるうちに、弓削への愛に気付く。（これからは生命をかけて愛を貫くわ）と決心。彼女の前に尋問を受けていた、弓削が現れると「ああ弓削!愛しているわ!!」と告白。だが、弓削が関係を否定し、「迷惑ですよ、まったく」と告げられ、呆然。
皇太妃の位を剥奪され、謹慎処分に。失意の日々を送ることに。訪ねてきた、兄・穂積から「俗世を捨てて、尼になれ」と言われるが、「冗談じゃないわ」と一蹴。その上で、穂積に「さあ！行きなさいよ、但馬どののところへ！」と言い返し、大喧嘩になる。その直後、訪ねてきた柿本人麻呂に「紀皇女さま御製の歌が、人の噂で口から口へと広まっています」と告げられ、その他の歌を聞かせて欲しいと頼まれ、見せた。彼から「歌集を作りたい」という夢がある事を打ち明けられ、彼とやりとりし、新たな歌も記録して欲しいと頼む。ところが、この交流が元で、人麻呂が山背国へ左遷されてしまう。
知らせを受け、自暴自棄になった彼女は夜。馬に乗って宮を飛び出し、弓削と無理心中を図るが、弓削に刀を取り上げられ、泣き叫びながら刀に飛び込み、「私のことを…思い出したくもないですって…駄目よ…」と弓削に言い、壮絶な死を遂げた。
田形皇女（たがたのひめみこ）
穂積と紀の末妹。
兄姉揃って不倫騒動ばかり起こしたことから、結婚そのものに否定的な考えを抱くようになり、年頃を迎えても独身を通している。伊勢神宮の斎王になりたいと思っており、史実では慶雲3年（706年）に実現する。
弓削皇子（ゆげのみこ）
大海人と大江皇女の次男。叔父・川島皇子が大津を密告した件で、一族が衰退していることから不満を抱いている。穂積の左遷後、兄・長皇子と共に取り立てられるが鬱屈とした日々を送っていた。
ある日、朝臣たちと女性談義をしていたところ、偶然通りかかった紀皇女（前述）から「子供みたい」と笑われ、腹を立てる。その後、彼女が珂瑠の皇太妃になると、年下趣味と揶揄するが、涙を浮かべて言い返され、謝罪に訪れた日。関係を持ってしまう。紀とは珂瑠が立太子してからも関係が続くが、ある日。自身のお手つきだった采女の密告により不倫が発覚。尋問の場で紀から愛を告白されるが、あわてて否定。
昇格の話も流れてしまい、失意の日々を送る。だがその後。紀から無理心中を図られ、刀を取り上げるが取り上げた刀に彼女が飛び込み、亡くなってしまう。あまりにも壮絶な死に衝撃を受け、その後は病を患い、寝たきりになり帰らぬ人となる。
藤原史（ふじわらのふひと）
鎌足の次男。父の生前、「おまえの頂上は、讃良さまだ」と告げられたことで、成長後は讃良を支える事を誓う。
川島の没後、異母妹・五百重と通じ、四男を儲けて正妻にする。その後、珂瑠の乳母・三千代と知り合い、以後。恋人として同志として珂瑠のために力を尽くす事を誓った。
自らの野心を実現させるべく、三千代と計って長女・宮子を珂瑠の元へ宮仕えさせることに。
さらに、甥・新田部を氷高と結婚させようとするが、叔父の野望を悟った新田部が氷高に別れを告げたことで、この縁談は失敗に。
その後、三千代が美努王と離婚し、正式に夫婦となる。五百重に「犬養三千代と、正式に結婚します」と報告。しばらくの後、三千代が宮子と同時期に懐妊。次女・安宿媛（のちの光明皇后）が生まれた。その直後。宮子が跡継ぎとなる首皇子を産んだ事で、天皇家の外戚となり、自身の孫と娘が「国の頂点に…！」と期待をこめて、育てる事を誓う。
安宿と首の成長に夫婦共々目を細める一方、宮子が精神を病み引きこもりとなった事から（これで宮子が回復してくれれば…）とぜいたくすぎると思いつつも、悩んでいる。
犬養三千代
氷高が誕生した頃から、天皇家付きの乳人として仕えている。長年の功績から、高級役人と同様の立場を与えられており、のちに弓削と紀の不倫を密告した立野が自身の下で働けるように、取り計らった。
珂瑠が紀と婚約したものの、紀が将来天皇となる、珂瑠に対してそっけない態度を取る事に不満を抱く。その後、史と計って宮子を采女として珂瑠の元へ仕えさせる事にした際、宮子に様々な指導を行う。
その後、美努王と正式に離婚し、史と再婚した。
珂瑠のお手付きとなったものの、紀以上に寵愛されず悲しむ宮子に「珂瑠さまのお子を宿せば、宮子どのは並ぶもののないお方になれます」と子が出来れば妻となれる事をほのめかし、励ます。
紀の不倫が明るみに出て、紀が廃妃され正式に夫人となるが、その後懐妊しても珂瑠に愛されていない事で落ち込む、宮子を案じ「ほんとに、あなたの子かと疑いたくなるぐらい繊細で…」と、宮子の弱い性格を心配する。
宮子の懐妊と同時期、自身も懐妊が判明。史の次女・安宿媛を産む。宮子が出産後。珂瑠への怒りと悲しみから引きこもりとなり、育児放棄してしまったことから、首と安宿を一緒に育てることに。
藤原宮子娘（ふじわらのみやこ）
史が賀茂比売（かもひめ）との間に儲けた、長女。三千代の項にもある通り、繊細で大人しすぎる性格。細身の美少女で、「俺の子ながら、なんと美しく育ってくれたか」と幼い頃から、天皇家に上げるべく育てられた。
長じて、珂瑠の采女になりお手付きに。だが、正妃・紀ほど寵愛を受けず悲しむ。
その後、紀が弓削との不倫で廃妃となり、正式に夫人となる。だが、珂瑠が紀を亡くした時に「ぼくの一番、大切な妻だ！」と泣き叫んだ事で、愛されていないことを確信。涙を内に秘め、珂瑠を慰める。
珂瑠の即位後、懐妊するが心から喜んでくれない事から、嘆き悲しみ三千代に励まされる。同時期、その三千代が懐妊した際、父・史が喜びをあらわにしていた事から、「愛してるから、あんなに喜ぶ…」と愛されない自身と父に愛されている、義母・三千代との違いを目にし、落胆。さらに、追い討ちをかけるように珂瑠から「できれば、女の子を産んで欲しいんだ。」と、紀の生まれ変わりのような女児を産んで欲しいと言われ、ショックを受ける。
初夏の時期、ついに珂瑠の跡取りとなる首皇子を出産。「やっと、紀皇女の呪縛から、逃れられるかも…」と思うが、出産後。ようやくお見舞いに来たものの、露骨にがっかりした表情だったことからついに、珂瑠への不満と怒りが頂点に。
「わたしの存在は一体、なんだったの!?」と号泣し、自室にこもり「もう何もかも、どうでもいいわ」とすべての事に投げやりとなり、首の育児を放棄。これ以後。一切人と会おうとせず、『女帝の手記』で回復するまで36年間も引きこもりとなる。
柿本人麻呂（かきもとのひとまろ）
第2巻より登場。讃良の初恋の人・有間皇子に面差しが似ていて、初対面の讃良が「女の子」と間違うほどの美貌。
歌人として有名で、様々な歌を詠み、第4巻では恋人に捨てられ入水自殺した采女を悼む挽歌を詠んだ事がきっかけとなり、讃良の目にとまる。以後、大海人から讃良の治世に至るまで、忠実な臣下として仕える事に。
だが、第18巻掲載の歴史書編纂の件で、讃良と対立。それからしばらくして、紀との交流が発端で東宮大夫から格下げとなり、山背国へ左遷される。
出世の道は絶たれたが、山背への旅の途次。「それでもいい 心おきなく一生かけて歌を表現しよう」と決意。だが、自身が死んだ後、「数々の歌…真実の歴史は…ひっそりと埋もれてしまうのか…?」と、危惧していた。
御名部皇女（みなべのひめみこ）
阿閉の同母姉。長じて、高市の正妃となる。
だが、十市以上に愛されないことから讃良に高市のために新たな妃をと頼む。そのことについて高市に真意を問われ、涙ながらに夫の役に立てない不甲斐なさと愛されなかった淋しい日々を打ち明け、ついに高市と心が通い合うようになり、第一子・長屋王（後述）を産む。その後、第二子・鈴鹿王にも恵まれ、2児の母に。
その後、但馬が寂しい生活を送っている様子を見かねて但馬の所に通ってあげて欲しいと高市に告げた。ある日、但馬が穂積と不倫していることを知り、2人を叱責するも高市には告げないと言う。
高市の死後。自身の宮で、地方から防人として働きに出ている人々のために薬草や酒などを製造している。
長屋が吉備と結婚してすぐ同居することになり、但馬が自身の宮へ吉備を誘った際に父を裏切った人だと但馬を非難していたが、たしなめた。
讃良が中部地方行幸の際負傷した事件では、現地にいる氷高からの文を葛城を通じて受け取り、事情を察した彼女は但馬や采女たちと共に傷薬などを調合していた。
新田部皇子（にいたべのみこ）
大海人と五百重の息子。成人後。叔父・史から氷高との縁談を薦められるが、「気の強い女性は、好みじゃないけど…」と言い、史の愛が薄れ、息子が出世する事に賭ける五百重から「好みの問題じゃ、ありません！」と叱られた。
讃良が倒れ、氷高の目にとまるようにと母からの頼みで、仏殿でお経を唱えるが本人がさっさと行ってしまい落胆。
その後、内々の食事会を設けられ、氷高と急接近。だが、三千代や讃良を見返したいと願う、五百重の僻みや史の野心に彼女を巻き込みたくない一心から、断腸の想いで氷高に別れを告げた。
五百重が史から「三千代と正式に結婚する」と告げられ、ショックを受けているところへ史から新たな縁談を持ち込まれ、その後。縁談相手・能勢皇女と結婚。
身を引いてからも人知れずひっそりと氷高を想い続けていたが、葛城王が氷高に想いを寄せている事を覚る。讃良の中部地方行幸の随行人事選任を任されており、その際。彼が随行する事を知って、後日彼を呼び出し、自身の誕生の際に父から贈られた刀を持たせた。
氷高が帰京した翌月に営まれた、12月3日の国忌で氷高と再会。葛城に託した刀の礼を言われ、「もっと大切なもののためなら」と、氷高に告白。だが、それぞれ別の道を選んだ事から結局結ばれる事はなかった。
長屋王（ながやおう）
高市と御名部の長男。性格・容姿とも高市に瓜二つで、真面目な堅物。『長屋王残照記』の主人公。
幼くして父を亡くすが、突然の死にショックを受けた弟・鈴鹿王に「泣くな！」と叱咤。成人後。従姉妹・吉備皇女と結婚。当初は通い婚だったが、自身の父が生前、母と自分達と同じ宮で暮らしていたことから、吉備に同居を持ちかけ引っ越してきた。
父の妃でありながら不倫した但馬を嫌っていて非難していたが、母にたしなめられた。
葛野王（かどののおおきみ）
十市と大友の嫡男。母・十市は自身の手元で育てたがっていたが（幼い頃、母・額田の元で育てられたため）、大友の命で山背にて成長。面差しは父親似だが、性格は優しく物静か。
大海人の即位後。都へ帰りようやく母と一つ屋根の下で暮らすことに。
だが、十市がある寺社の斎王にト定され、その夜の別れが、母との永遠の別れに。成人後、山背で静かに暮らしていたが、後継者問題の会議で急遽参内。珂瑠の立太子に反対意見を出した弓削を一喝。その後、讃良に取り立てられた。
川島皇子（かわしまのみこ）
大江皇女（前述）の弟。大津・忍壁とは親しく付き合い、忍壁の妹・泊瀬部皇女（後述）を正妃に迎えた。
だが、大津を密告したことで夫に対する失言を自覚していなかった泊瀬部から「卑怯者！」と責められ、離婚されてしまい、世間からは白眼視されるようになり、叔父（大海人）の妃である姉に肩身の狭い思いをさせることになってしまう。
心労の末、病に倒れて亡くなった。
泊瀬部皇女（はつせべのひめみこ）
忍壁の同母次妹で川島皇子の妻（正妃）。母を見舞って帰宅した直後。伴侶を失うことのつらさを味わいたくないと川島に死なないでね、置き去りにしないでと懇願したことが夫に裏切らせてしまったことに無自覚だった。
裏切り者の妻と呼ばれるのは屈辱だと川島を一方的に責め、彼を死に追いやったにも関わらず、死後もしばらくは関係のないことだと顧みようとはしなかったが、川島の葬儀直後に史が彼女を訪ね、「妻を守るためだった」と彼が泊瀬部を愛するがゆえの行動だった事を明かし、失言を漏らしたことに遅まきながら思い出して自身の冷たい仕打ちを反省し涙した。
葛城王
三千代が別れた夫・美努王との間に儲けた、長男。面差しが、故・弓削皇子に似ている（第66章参照）。
17歳になった年。弟・佐為王を伴い、父と自分達を捨て、不倫の末史と再婚した三千代へ怒りをぶつけるため、三千代夫妻が住む屋敷へ押しかけた。
母と再会してすぐ、母の現夫である史と対面。（こいつが、父上の顔に泥を塗った…!）と思うも、三千代とのなれそめを語り、「会わせる顔がございません」と告げられた上、「しかし、恥も礼儀もなにもかも忘れるほど、心底三千代どのをお慕いしております」と、三千代が恥ずかしがるほど、堂々と母への愛を語る姿に言葉を失う。
史が部屋を出た後。「…文句は、今でなくても言えるさ」と思い直し、自分達の出世のため、史に接近。
しばらく滞在する事になり、ある日。現天皇・珂瑠と共に首の顔を見に来ていた、氷高に一目ぼれ。あまりの美しさに心を奪われた。あれだけの美貌を持ちながら独身であることに疑問を抱き、「なぜ、独り身でいらっしゃるのですか？」と母に尋ねた。（美しすぎる年上の人 胸が苦しい）と、初めての恋に身を焦がし、（あの人は皇女 ぼくは一応王族の一員。可能性がないわけではない）と、一念発起。氷高への想いを実らせるため、史を利用して重要な地位につく事を誓う。
讃良と氷高の中部地方行幸に随行員として加わる事になり、出立前。新田部（前述）から刀を授けられた。
行幸1日目の夜。彼女達が寝泊りする行宮に突然、火矢が射られ延焼を食い止めようと奮戦するも、左腕にケガを負う。遠江国に着いた日、氷高から御名部へ文を送る様頼まれ、その際。新田部から授かった刀を氷高に渡した。
行幸を続けていく内に、（とにかく なにもかも想像以上に気疲れするものなんだ 権力って…）と、讃良の政治家としての激務と付き添う氷高の苦労を実感した。
大名児（おおなご）
第10巻から登場。讃良の采女。清楚な美貌で、芯の強い女性。蘇我系石川氏の出身で、大海人の夫人・大韮と大津の正妃・山辺とも縁続き。
草壁が内々の酒の席に呼ばれた際、草壁にお酌をした事がきっかけで見初められた。その直後。大津にも見初められ、猛アタックされる。その後草壁から恋文を贈られるが、大津を愛している事に気付き返歌は出さなかった。そのため、草壁から「気長に待っているから」と告げられ、（はっきりとお断りすれば、よかった）と後悔。
大津とは文をやり取りするほど進展していたが、讃良から大津との関係を問われ、断れば大津の立場が危うくなる事を悟り、心ならずも草壁の嬪となる。その事がきっかけで、大津は草壁を倒すことを決意した。
草壁からは深い寵愛を得るが、ある夜突然大津が屋敷へ押しかけ、ついに彼と結ばれた。讃良の出張中、大津が大海人から「皇位をゆずりたい」と打ち明けられた事を聞き、感涙する。
それからしばらくの後。大海人の葬儀で、大津が後継者に指名された事を発表。讃良と言い争いになり、謹慎処分に。その事を草壁から知らされ、ショックを受ける。その事がきっかけで、2人の仲を知られた。
大津の死後、彼を救うことが出来なかった事を、草壁から謝罪された。その場で草壁に別れを告げ、「どこか遠い場所で、彼の菩提を弔う暮らしをする」と言い、草壁の下から去る。その後は、物語に登場しない。
多安麻呂（たやすまろ）
大津が山の民・アマメとの間に儲けた、嫡男。アマメが多氏の妻となったことで、多氏の息子として育つ。
成長後。歴史書編纂事業に携わる事になり、忍壁の元で働くことに。その事がきっかけとなり、叔母・大伯と初対面（この時はまだ、甥である事を名乗り出ていない）。あまりにも大津に瓜二つな容姿・性格だったため、一時は大伯から「もう、来なくてもいい」と言われるが、この事でついに名乗り出た。
実は、父を死罪にした讃良に恨みを抱いていた。第21巻で、ついに讃良と対面。父の仇を討つため、斬りかかるが彼女から脇息で殴打され、一喝された。彼女が人払いさせた後で、「大伯や忍壁、養父・多氏に迷惑がかかることを考えなかったのか」と諭され、帰された。その直後。忍壁の正妃（讃良の異母妹）・明日香皇女が病死した事を知り、大切な人を失った忍壁の嘆きを目の当たりにし、ショックを受ける。
それからしばらくの後。叔母・大伯が病死。最期を看取り、葬儀の場で讃良と再会。しばし語り合った後、「大」の姓を授けられるが、「あからさま過ぎて、気になるなら「太」でも良いでしょう」と大津ゆかりの人の名を、受け継いで生きていくよう、薦められた。後年、『古事記』の編者として名を後世に残す。
有間皇子（ありまのみこ）
孝徳天皇の一人息子。母は、阿倍氏出身の小足媛。父即位後から、中大兄とは折り合いが悪く、粛清の対象になった。
ある日、継母・間人と中大兄の密会現場を目撃し、中大兄を部屋から追い出した後、間人を諭し涙を浮かべて部屋を出た。ことごとく父を蔑ろにする中大兄へのやり場のない怒りから、復讐のため幼い讃良に求婚。
だが、彼女が冷たい父親に失望し、叔父・大海人が額田に夢中で寂しい日々を送っていた事を打ち明けられ、自分の愚かさに気付き（復讐のために幼い子供を利用しようなんて ぼくが間違っていた）と改心。心から讃良を大切にして、生きていこうと誓う。
幸せは長く続かず、父が遷都をめぐって中大兄と対立。父と自分が取り残される形で、臣下たちを引き連れ遷都は実行。讃良と離れ離れに。その後、父が崩御。中大兄の存在を恐れ、狂ったふりをしていたが、かえって彼に警戒されることに。探りに来ていた、大海人に喝破され「なぜ狂ったふりをしていた。そのためにかえって、兄に警戒されていたんだぞ」と告げられ、あとは自分で決めるよう言われた。その後、讃良が大海人の下へ嫁ぎ、その直後に自分の数少ない理解者でもあった、讃良の弟・健皇子が他界。狂ったふりをやめ、その後は普通に生活していた。ある日、叔母・斉明天皇一行が温泉へ出かけている間に、蘇我赤兄から謀反を唆されたが、実はこれが罠だった。
叔母・中大兄たちの前に引きだされ、否定も肯定もせずそのまま死罪に。まだ、18歳だった。
粟田真人
第22巻掲載の遣唐使派遣で、遣唐執節使に任命された。美男子。今回の遣唐執節使就任以前、留学僧として唐に渡っていた頃、「美男子ゆえに、たいそう注目をあびて信用されたらしい」（讃良談）との事。
留学生活を終え、日本に帰国してから還俗し、役人として働いている。
出立直前に山上憶良（後述）たちと共に珂瑠から呼ばれて、遣唐使としての任務や唐へたどり着くまでの危険などを問われ、「莫大な国費をかけて、唐に虚勢を張る必要があるのか？」と詰め寄られるが、「時間はかかりますが、遠い未来の豊かさのために 今しばらく見守っていただけたらと願います」と告げた。
山上憶良（やまのうえおくら）
第22巻掲載の遣唐使派遣で、少録に任命された。『万葉集』掲載の「貧窮問答の歌」で有名。
珂瑠に呼ばれた際、言葉に詰まるが粟田が珂瑠を諭した事から、帰り道で「どう お答えしていいのか、たじろいでしまいました…」と打ち明けた。
子煩悩な家庭人としても後世に知られており、家族や貧窮する周囲の人々を詠む作品を残したことが、「彼の社会性を育てたきっかけがあったのかどうかは…わからない」との事。
豊章（ほうしょう）
第2話 - 第3巻中盤まで登場。百済の王子。百済の友好使節として来日し、ずっと日本で暮らしている。母国にいた頃、養蜂をしていて、日本でも蜂蜜を採取している。讃良たちとも親しい。
第2巻終盤、ついに敵国・新羅が全面戦争を仕掛けてきたことから、帰国する事になり、彼女達との別れを惜しんでいた。白村江の戦いで敗れ、国は滅亡。その後の彼の詳細は、不明。
石上麻呂
第6巻より登場。大友の舎人長だったが、彼が最期の時を迎えるまで忠実に仕えたことから、大海人に取り立てられ以後、珂瑠→阿閉の代（『長屋王残照記』で即位）まで政治の中枢に携わった。
志斐（しい）
讃良が若い頃から仕えている采女。讃良が大海人と共に吉野へ隠棲する時にも、付き従った。
讃良が挙兵した大海人を見送った後に、彼との第2子を流産したときには診察・治療に当たった医師に口止めした。
戦の終了後。十市と高市が「大友の生前から、不倫していた」という噂が流れている事を、讃良に打ち明けた。讃良が天皇位に就いてからも、忠実に仕えている。
立野
弓削に仕える采女。弓削のお手つきとなり、身の回りの世話をしていて「いつかは妻に…」と密かに願っているが、彼が紀と不倫しているため報われない。
ある日、紀との密会を終えて帰宅した弓削の様子がおかしかった事から、翌日。市に出かけて彼のために「気晴らしに効く」薬草を買い、帰る途中。紀の輿と遭遇し、香の薫りが弓削の着ていた衣に付いていた薫りと同じであったことから、弓削と紀の不倫に気付く。その夜、弓削の後をつけて紀の宮で彼を待ち伏せ、諌めるが、「余計な事をするな！」と一喝され、挙句。「誰か来た時に、鳥の鳴き真似をしろ」と命じられる。
その後、弓削が讃良に取り立てられ、帰宅後に紀への文使いをさせられてしまい、紀の采女共々困り果てる。その直後に氷高との縁談が持ち上がり、この機会に「紀皇女さまとのことは、お忘れ下さい」と告げるが、念を押すように訴えた事で弓削の怒りを買い、暇を出された。弓削への愛が報われないばかりか、首になった事で彼への怒りは頂点に。（たかが采女でも なにが出来るか思い知らせてやりたい！）と、決意。三千代の屋敷へ行き、弓削と紀の不倫を密告。
密かに弓削の宮から持ち出した、証拠の文を三千代に提出。その後、三千代の計らいで彼女の元で働けるように。
忍壁皇子（おさかべのみこ）
大海人と穀媛娘の息子。弟が一人、妹が2人いる。
大津の謀反に携わった罪で、讃良が即位して数年経つまで謹慎処分を受けていたが、正妃・明日香皇女の病がきっかけとなり、政界へ復帰。歴史書編纂の責任者に任命された。
第20巻で、多安麻呂（前述）が編纂事業に加わるが、面差しが故・大津に似ている事から大津の事を思い出していた。第21巻中盤、明日香に先立たれたショックで故・草壁（前述）同様髪が白髪になってしまう。
卑弥呼のいた時代などがすり合わない事から、歴史書編纂事業が暗礁に乗り上げるが、安麻呂の一言で前向きに。
最終章で歴史書編纂が詰めの段階へ入ったものの、神話と歴史の兼ね合いを巡り、史たちが主張する各氏族に伝わる神話派と「記録を中心にまとめられた『日本紀』中心の歴史書にすべきだ」と主張する歴史派の意見が分かれ、共に編纂事業に携わる志貴（忍部の父方の従兄弟で末妹・多紀皇女（後述）の夫）と舎人（異母弟だが、妻方の甥でもある（母は、故妃・明日香皇女の姉））と共に頭を抱えるが、歴史書を2種類作る事にし、一つを「外交に使用する公的なもの」ともう一つを「国内向けの物語」にする事で、折り合いをつけた。
讃良の中部地方行幸での事件の対応等をめぐり、珂瑠と氷高が言い争いになった場にいて、（草壁を苦しませた一因は わたしにもある…）と彼の遺児姉弟の心に大きな影を落としてしまった事を、改めて痛感していた。
明日香皇女（あすかのひめみこ）
中大兄と橘娘（有馬の生母・小足媛の姉妹）の娘。新田部皇女の妹。長じて、忍壁の正妃になる。
忍壁が謹慎処分を受けている間は、彼の宮へ通って世話をしていた。だが、彼女が罪を許してもらいたい一心で異母姉・讃良に接している事を知った忍壁から、「同情なんて、たくさんだ！」と怒りを買い、そのショックで病に倒れた。
彼女が倒れたことで自分が（この子の一生懸命さを 冷ややかに見すぎていた）と感じた、讃良の計らいで夫の復帰が認められた。それから数年後。夫が歴史書編纂事業に携わっている最中、再び病に冒され、ついに喀血。
忍壁に看取られながら、息を引き取った。
多紀皇女
忍壁の末妹で志貴の妻（正妃）。
夫である志貴を「覇気がない」と評しながらも、平穏な夫婦生活を送っている。
磯城皇子（しきのみこ）
忍壁の弟。
幼い頃から兄たちの酒盛りに加わる等、やんちゃな性格。大津を慕っている。
大津の謀反に加わった罪で皇子の身分を剥奪され、母や兄たちに迷惑をかけると打ち明けるも大津の謀反に加わった事に関しては「後悔していない」と話していた。
山辺皇女（やまべのひめみこ）
中大兄が蘇我赤兄の娘・常陸娘との間に儲けた娘。面差しが、大津の姉・大伯（前述）に似ている。
大津が草壁たちと弓道の練習中に、誤って弓矢を射掛けられた事がきっかけで、見初められた。以来、彼から猛アタックされるが母に「激しすぎて… おつきあいしても わたしきっとついていけないような…」と打ち明け、引き気味だった。
その後、大津から求婚され正妃になるが、異母姉である讃良からは「仇敵・赤兄の孫娘」という理由で、疎まれている。
大津が処刑された時、号泣しながら馬に乗り込み、宮を飛び出して刑場へ向かい夫の亡骸を目撃。ショックを受け、「…もし…わたしが…わたしが正妃でなければ…」と言い、周囲の制止を振り切り、池に飛び込み自害した。

### 政敵
蘇我入鹿
蘇我蝦夷（後述）の息子。一族の権勢を笠に、皇族である中大兄に道を譲らせるなど傲慢な振る舞いがきっかけとなり、大化の改新で中大兄に討たれた。
蘇我蝦夷
入鹿の父。蘇我氏の長。
討たれた息子の亡骸を見て、「天皇家をもしのぐ権勢を笠に、驕り高ぶりすぎたのだ。わたしももう疲れた…争いは避けよう」と決断。屋敷に火を放ち、自害した。
古人皇子
中大兄の異母兄弟で、倭媛（前述）の父。
入鹿とは付き合いが深く、次の天皇に推されていた。娘婿（異母弟）である中大兄が起こした入鹿殺害に恐れをなし、宮殿から逃げ帰り、ショックで寝込むが娘・倭媛から「仮にも中大兄さまは わたしの夫よ」と窘められる。
皇極退位後、中大兄から天皇位に就く様要請されるが、（中大兄より上の地位につくなど おそろしい）と尻込みし、逃げるように吉野山へ隠棲し出家した。
だがしばらくして、中大兄から謀反の疑いをかけられ、処刑された。
蘇我赤兄
讃良たち姉弟の祖父・倉山田石川麻呂の弟で、大韮・常陸姉妹の父。中大兄政権の下、もはや見る影のない蘇我一族が盛り返す事を密かに夢見ている。
第2巻で、有馬皇子（前述）に謀反を唆し陥れた事で、讃良からは自身の孫の代まで恨まれる事になる。
壬申の乱で大海人軍に敗れた後、裁判で流罪を言い渡された。
蘇我果安
中大兄政権では、御史大夫を務めていた。
壬申の乱が始まり、巨勢臣人（後述）・山部王と共に大群を率いて、大海人軍を封じ込めるために出陣。
本陣で臣人・山部王と共に作戦会議をしていたが、山部王は出陣前から「大海人どのと通じている」噂があることから、果安たちから疑われていた。彼が「わたしの軍が先発隊として 切り込もう」と提案するが、果安から大海人軍に合流するつもりかと問いただされ、山部王が「話にならない」と退席しようとした時に、山部王を斬殺。
この事件がきっかけとなり、内輪もめをする近江軍に見切りをつけた羽田公矢国とその部下達が近江軍を離れ、そのまま大海人軍に投降してしまう事態に。著しく、現場の士気が低下してしまう。
一時都へ戻り、大友に事の次第を報告するが、前線の将軍同士が内輪もめで殺しあう事態に至ってしまった事を責められ「なさけない」と言われた。その夜。彼は首を刺して自決した。
巨勢臣人
果安と同じく、御史大夫を務めていた。彼とは違い、少々気弱な性格。
山部王の一件で、果安と共に一時帰京して報告する事になるが心の中では（おれ一人が悪者にされてしまう）と、思っていた。大海人軍に敗れた後、赤兄（前述）共々裁判では流罪を言い渡された。

## 舞台
1995年に、OSK日本歌劇団で「天上の虹〜星になった万葉人〜」として舞台化された。藤原京創都1300年記念事業協賛作品。

### 公演期間
- 大阪(近鉄劇場) / 1995年2月10日 - 2月19日　第68期生(朝香櫻子ら)初舞台公演。奥浦たか乃は阪神・淡路大震災で被災し、休演。パンフレットに名前が掲載されているが出演していない。名古屋公演には出演。
- 名古屋 / 1995年3月4日 - 3月5日
- 橿原文化会館 / 1995年3月18日 - 3月19日

### スタッフ
- 原作 / 里中真智子
- 脚色・演出 / 原彰
- 音楽 / 中川昌・宮原透・鞍富真一
- 振付 / 大谷盛雄・矢倉鶴雄・はやみ甲・伊嵯谷門取
- 主催 / 大阪公演：朝日放送、名古屋公演：中日新聞社・東海ラジオ放送

### 主な配役
- 大海人 / 天武 - 東雲あきら
- 天極星 - 吉津たかし
- 讃良 - 友美愛
- 中大兄 / 天智 / 大津 - 洋あおい
- 高市 - 有希晃
- 間人 / 阿閇 - 雅都貴
- 額田 - 恋香うつる
- 大友 - 大貴誠
- 有間 / 人麻呂 - 夏城夕季
- 十市 - 北原沙織
- 鏡 / 山辺 - 美央優紀
- 草壁 - 高帆未来
- 御名部 - 大咲せり花
- 遠智 / 大伯 - 若葉こずえ
- 古人 - 安希つかさ
- 大名児 - 沙月梨乃
- 石川麻呂 - 桜花昇

| 天上の虹〜星になった万葉人〜 | 天上の虹〜星になった万葉人〜 | 天上の虹〜星になった万葉人〜 | 天上の虹〜星になった万葉人〜 | 天上の虹〜星になった万葉人〜 | 天上の虹〜星になった万葉人〜 |
| 幕                           | 場                           | 題目1                        | 題目2                        | 音楽                         | 振付                         |
| ---------------------------- | ---------------------------- | ---------------------------- | ---------------------------- | ---------------------------- | ---------------------------- |
| 幕1                          | 第1場                        | タケチ昇天1300年             | -愛の祝宴-                   | 宮原透                       | はやみ甲                     |
| 幕1                          | 第2場                        | 愛のページェント             | -天極星の審判開廷-           | 鞍富真一                     | 伊瑳谷門取                   |
| 幕1                          | 第3場                        | 三つ巴の恋I                  | -大和三山恋争い-             | 鞍富真一                     | 伊瑳谷門取                   |
| 幕1                          | 第4場                        | 外道の恋                     | -赦されぬ兄弟愛-             | 中川昌                       | 大谷盛雄                     |
| 幕1                          | 第5場                        | 憐れな恋                     | -引き裂かれた恋-             | 鞍富真一                     | 大谷盛雄                     |
| 幕1                          | 第6場                        | 三つ巴の恋II                 | -恋のこまつぶり-             | 中川昌                       | 矢倉鶴雄                     |
| 幕1                          | 第7場                        | 忍び逢う恋                   | -三つの赦されざる恋-         | 鞍富真一                     | 矢倉鶴雄                     |
| 幕1                          | 第8場                        | 独り占めの愛                 | -壬申の乱I-                  | 鞍富真一                     | 大谷盛雄                     |
| 幕1                          | 第9場                        | 戦さに散る愛                 | -壬申の乱II-                 | 鞍富真一                     | 矢倉鶴雄                     |
| 幕2                          | 第10場                       | 消えた万葉人の愛             | -天上の星まつり-             | 中川昌                       | 矢倉鶴雄                     |
| 幕2                          | 第11場                       | 蘇る愛、新たな愛             | -天極星たらんとする天武-     | 宮原透                       |                              |
| 幕2                          | 第12場                       | 断ち切られた愛               | -現人神たらんとする天武-     | 鞍富真一                     | 伊瑳谷門取                   |
| 幕2                          | 第13場                       | 御仏に祈る愛                 | -薬師寺発願-                 | 鞍富真一                     |                              |
| 幕2                          | 第14場                       | 三つ巴の恋III                | -恋の影映す鏡-               | 中川昌                       | 伊瑳谷門取                   |
| 幕2                          | 第15場                       | 命断つ人を送る愛             | -生きる者と死せる者-         | 中川昌                       | 矢倉鶴雄                     |
| 幕2                          | 第16場                       | 北斗七星は遠く               | -天極星の審判閉廷-           | 宮原透                       | 矢倉鶴雄・はやみ甲           |
| 幕2                          | 第17場                       | グランドフィナーレI          | -スターレット・ロケッツ-     | 宮原透                       | はやみ甲                     |
| 幕2                          | 第18場                       | グランドフィナーレII         | -スター・ダンシング-         | 中川昌                       | 大谷盛雄                     |

## ドラマCD
日本コロムビアより発売されたが、3巻で絶版になった。

### 主な配役
- 讃良 - 長沢美樹
- 大海人 - 矢尾一樹
- 中大兄 - 子安武人
- 大田 - 天野由梨
- 額田 - 水谷優子
- 高市 - 松本保典
- 十市 - 川田妙子
- 大友 - 山口勝平
- 有間 - 岡野浩介
- 鎌足・入鹿 - 橋爪貴明
- 斉明天皇（皇極天皇） - 翠準子
- 間人 - いちえ莉紗
- 語り - 有本欽隆
- 音楽・演出 - 義野裕明